# Villa Paletti
Villa Paletti è un gioco da tavolo di abilità creato da Bill Payne, vincitore del prestigioso Spiel des Jahres nel 2002.
I giocatori competono per costruire la villa più alta utilizzando le colonne dei piani inferiori per costruire più in alto senza far collassare la struttura.
Esiste una versione di dimensioni doppie chiamata Palazzo Paletti.

## Descrizione
Ogni giocatore sceglie un colore (nel caso di una partita a due ogni giocatore sceglie due colori). Quindi piazzano le loro colonne — tre sottili, una media e una larga — arrangiandole sulla base. I giocatori quindi si accordano su un giusto piazzamento per il primo "piano" che deve trovarsi completamente sopra la base e non può coprire solo parzialmente alcuna colonna.
A turno ogni giocatore prende una delle sue colonne da un qualunque livello, eccetto il più alto e lo piazza sul piano più alto. Se un giocatore non può rimuovere una delle sue colonne può chiedere di piazzare il piano successivo. Ogni avversario può obiettare questa decisione e provare a muovere una colonna, se ci riesce può rimuoverla dal gioco e il giocatore originale perde il turno. Se nessuno obietta può piazzare un nuovo piano sopra le colonne del piano più alto, sempre con la limitazione che deve essere completamente sopra alla base e non può coprire parzialmente alcuna colonna del piano inferiore.
Una volta che una colonna è piazzata sul secondo piano il giocatore con più punti colonna (uno per le colonne sottili, due per quelle medie e tre per quelle larghe) per quelle sul piano superiore è il leader. Il leader vince se la torre viene fatta collassare da un altro giocatore, se è lui a farla collassare vince il giocatore che era stato il leader precedente. Se la torre collassa prima di piazzare una colonna sul secondo piano o se il primo leader la fa collassare nessuno vince.

## Riconoscimenti
- 2002 Spiel des Jahres[1]